# مارتن درو
مارتن درو (بالإنجليزية: Martin Drew)‏ هو عازف جاز بريطاني، ولد في 11 فبراير 1944 في نورثامبتون في المملكة المتحدة، وتوفي في 29 يوليو 2010 في Harefield ‏ في المملكة المتحدة بسبب نوبة قلبية.

## وصلات خارجية
- مارتن درو على موقع ميوزك برينز (الإنجليزية)
- مارتن درو على موقع أول ميوزيك (الإنجليزية)
- مارتن درو على موقع ديسكوغز (الإنجليزية)